# David Feliciano Prando
David Feliciano Prando fue un médico argentino del siglo XIX y comienzos del XX.

## Biografía
Nació en la ciudad de Mercedes, provincia de Buenos Aires, en 1869.
Ingresó a la Facultad de Medicina de la Universidad de Buenos Aires. En 1890 fue médico interno del Hospital de Clínicas José de San Martín, donde fue discípulo de Ignacio Pirovano.
Se graduó en 1893 y se dedicó con éxito al ejercicio de su profesión en Lomas de Zamora. Tras efectuar un viaje de perfeccionamiento visitando las clínicas quirúrgicas europeas regresó a Buenos Aires donde a partir de 1906 actuó como cirujano especializándose en cirugía abdominal.
En 1927 el fallecimiento de su hijo David Prando Rizzi, quien acababa de recibirse de médico, lo impulsó a abandonar la cirugía dedicándose desde entonces a escribir.
Entre sus obras se encuentran El arte de curar y El buen médico.
Falleció en 1949 y fue sepultado en el Cementerio de la Recoleta.
Estaba casado con María Teresa Rizzi con quien tuvo tres hijos, David Prando Rizzi (?-1927), Alberto Prando Rizzi (1901,?) y María Prando Rizzi.
Fue declarado «ciudadano ilustre post mortem de la provincia de Buenos Aires» por Decreto 611/07-08 de la legislatura bonaerense.